# Промышленность Гуандуна
Провинция Гуандун является крупнейшим промышленным центром Китая и крупнейшим экспортёром товаров среди административных единиц КНР (на неё приходится около трети всего китайского экспорта). Она лидирует в производстве бытовой электроники и электротехники, телекоммуникационного и компьютерного оборудования, беспилотных летательных аппаратов, электромобилей, литий-ионных аккумуляторов и полупроводниковой микроэлектроники; также здесь производят продукты питания, напитки, текстиль, готовую одежду, обувь, игрушки, грузовые суда, упаковочные материалы, медицинское оборудование, автомобильные комплектующие, мебель и сантехнику.
По состоянию на 2024 год на Гуандун приходилось около 1/8 от общего объема промышленного производства Китая и около 4 % от мирового промышленного производства. На промышленный сектор Гуандуна приходилось около трети валового регионального продукта провинции.

## Общие сведения
В 2022 году в Гуандуне насчитывалось около 70,7 тыс. крупных промышленных предприятий. По итогам 2023 года ВРП Гуандуна вырос на 4,8 % в годовом выражении и составил 13,57 трлн юаней (около 1,9 трлн долл. США); для сравнения, в 2016 году ВРП провинции составлял 8,21 трлн юаней, а в 2020 году — 11,1 трлн юаней. Добавленная стоимость производственного сектора Гуандуна составила 32,7 % ВРП провинции. Объём внешней торговли Гуандуна в 2023 году вырос на 0,3 % по сравнению с 2022 годом и достиг 8,3 трлн юаней, при этом экспорт электрических автомобилей, литий-ионных аккумуляторов и солнечных батарей увеличился на 229 %, 15,9 % и 22,6 % соответственно.
Гуандун занимает первое место в Китае по производству автомобилей. По итогам 2023 года в провинции было произведено около 17 % китайских автомобилей в целом (5,19 млн единиц), в том числе 27 % всех электрических и гибридных автомобилей страны; объём производства электромобилей в провинции вырос на 83 % в годовом исчислении. Шэньчжэнь является крупнейшим центром дроновой отрасли Китая («индустрии малых высот»): в 2024 году в городе было зарегистрировано почти 2 тыс. компаний по производству беспилотных летательных аппаратов, годовой объём производства БПЛА достиг 107 млрд юаней, а темпы роста отрасли составили около 12 % в год.

### Внешняя торговля
Гуандун занимает первое место по экспорту и импорту товаров среди всех провинций Китая. В 2024 году Гуандун экспортировал товаров на 798 млрд долларов, основными статьями экспорта были смартфоны, телекоммуникационное оборудование, интегральные схемы, ноутбуки и компьютеры, игрушки, электрические трансформаторы, кондиционеры и аккумуляторы; импорт товаров в Гуандун составил 447 млрд долларов, основными статьями импорта были интегральные схемы, в том числе процессоры-контроллеры и чипы памяти, а также компьютеры и компьютерные блоки, акустические приборы и детали, техническое золото, промышленное оборудование и полупроводниковые приборы. В 2024 году основными партнёрами Гуандуна по экспорту были Гонконг (153 млрд долл.), США (133 млрд долл.), Вьетнам (30,9 млрд долл.), Индия (28,5 млрд долл.) и Япония (27,5 млрд долл.), а по импорту — Тайвань (90,6 млрд долл.), Китай (73,1 млрд долл.), Южная Корея (40,6 млрд долл.), Япония (34,5 млрд долл.) и Вьетнам (25,3 млрд долл.).
По итогам первого квартала 2025 года внешнеторговый оборот Гуандуна вырос на 4,2 % в годовом исчислении и составил 2,14 трлн юаней (296,9 млрд долл.); экспорт вырос на 1,4 % в годовом исчислении до 1,34 трлн юаней, а импорт — на 9,3 % до 798,15 млрд юаней. Объём торговли со странами АСЕАН увеличился на 6,9 % и составил 349,43 млрд юаней. На экспорт электромеханических изделий пришлось около 70 % от общего объёма экспорта провинции (особенно вырос экспорт электромобилей, мотоциклов и морских судов). Однако огромные тарифы, введённые властями США против Китая в апреле 2025 года, обвалили как внешнюю торговлю, так и промышленное производство в Гуандуне.

## Крупнейшие компании
В отличие от других провинций Китая, в Гуандуне среди крупнейших предприятий преобладают частные и публичные компании, а государственные компании составляют меньшинство (несмотря на это, у многих публичных компаний крупнейшими акционерами являются аффилированные с властями структуры). По итогам 2023 года крупнейшими промышленными компаниями Гуандуна по объёму выручки являлись:
- Huawei (704,2 млрд юаней)[13]
- BYD Company (602,3 млрд юаней)[14]
  - BYD Electronic International (129,9 млрд юаней)[15]
- GAC Group (505,3 млрд юаней)
  - Guangzhou Automobile Group (129,7 млрд юаней)[16]
- Foxconn Industrial Internet[англ.] (476,3 млрд юаней)[17]
- Midea Group (373,7 млрд юаней)[18]
- Guangzhou Industrial Investment Holdings (271,4 млрд юаней)
- Guangzhou Pharmaceutical Holdings (257 млрд юаней)
- China Electronics Corporation (250,5 млрд юаней)
- Luxshare Precision Industry (231,9 млрд юаней)[19]
- Gree Electric Appliances (205 млрд юаней)[20]
- TCL Technology (174,4 млрд юаней)[21]
  - TCL Industries Holdings (120,3 млрд юаней)
- China International Marine Containers (127,8 млрд юаней)[22]
- ZTE Corporation (124,2 млрд юаней)[23]
- HAID Group (116,1 млрд юаней)[24]
- Liye Group (99,7 млрд юаней)
- Honor Device (99,4 млрд юаней)

## Географическое распределение
Крупнейшие промышленные центры Гуандуна сконцентрированы в дельте Жемчужной реки. К ним относятся четыре города, входящие в состав Клуба городов-триллионников — Шэньчжэнь, Гуанчжоу, Фошань и Дунгуань, а также примыкающие к ним Хойчжоу, Чжуншань, Чжухай и Цзянмынь.

### Товарная специализация
Многие города и районы Гуандуна специализируются на определённых секторах и товарах:
- Гуанчжоу — автомобили, грузовые суда, электроника, гостиничное, ресторанное и кухонное оборудование, чистящие средства, мебель, сантехника, посуда и столовые приборы, текстиль (в том числе полотенца и постельное бельё), готовая одежда и обувь, кожаные изделия и аксессуары, продукты питания и напитки, фармацевтические и биотехнологические препараты, игрушки и пластиковые изделия.
  - Байюнь — готовая одежда и обувь, кожаные изделия и аксессуары (в том числе сумки), часы, ювелирные изделия, бижутерия, косметика, принадлежности для макияжа, рекламно-выставочное оборудование (в том числе светодиодные лампы, рекламные щиты и вывески).
  - Хуаду — кожаные изделия и аксессуары (в том числе сумки, кошельки, перчатки, ремни, чехлы для мобильных телефонов), текстиль, готовая одежда и обувь.
  - Цзэнчэн — готовая одежда и обувь (главным образом джинсовые рубашки, брюки, куртки и комбинезоны).
  - Хуанпу — автомобили и комплектующие, электроника, бытовая и промышленная электротехника, энергетическое оборудование, контрольно-измерительные приборы, дроны, химическая продукция, косметика и средства гигиены, продукты питания и напитки.
  - Паньюй — готовая одежда и обувь, игрушки, бижутерия и ювелирные изделия, автомобили.
  - Наньша — автомобили и комплектующие, грузовые суда, химические и пластиковые изделия, электроника, продукты питания, напитки и комбикорма, энергетическое оборудование.
- Шэньчжэнь — электроника и бытовая электротехника (в том числе мобильные телефоны, телевизоры, дисплеи, дроны, бытовые электроприборы, кондиционеры, светодиоды и видеокамеры), электромобили, аккумуляторы, медицинское оборудование, готовая одежда и обувь.
  - Баоань[англ.] — электроника и электротехника (в том числе комплектующие к мобильным телефонам, светодиоды, камеры, источники питания и стабилизаторы напряжения), сварочное оборудование.
  - Гуанмин — электроника (в том числе дисплеи, сенсорные экраны, компьютерное и медицинское оборудование, электронные компоненты), биотехнологические и фармацевтические препараты, химическая продукция, аккумуляторы.
  - Лунхуа — бытовая электроника (в том числе мобильные телефоны, планшеты, игровые приставки, ноутбуки), офисная техника, телекоммуникационное оборудование, электромобили, автомобильные комплектующие и фармацевтические препараты.
  - Наньшань[англ.] — женская готовая одежда и аксессуары, электроника.
  - Футянь[англ.] — электроника и электротехника (в том числе мобильные телефоны и комплектующие к ним, интегральные схемы, домофоны, адаптеры, карты памяти, флеш-накопители).
  - Лоху[англ.] — электроника, женская готовая одежда и ювелирные украшения.
  - Лунган[англ.] — электроника и телекоммуникационное оборудование (в том числе микросхемы); в деревне Дафэнь[англ.] расположен крупнейший в мире центр производства оригинальных картин и репродукций.
  - Яньтянь — электроника, энергетическое оборудование, биотехнологические и фармацевтические препараты, ювелирные изделия.
  - Пиншань — электромобили, аккумуляторы, микросхемы, сварочное и режущее оборудование, медицинское оборудование и реагенты, биотехнологические и фармацевтические препараты.
  - Дапэн — биотехнологические и фармацевтические препараты, продукты питания.
- Дунгуань — пластиковые изделия (в том числе комплектующие к бытовой электронике и автомобилям), игрушки, сувениры, электроника и электротехника.
  - Цинси[англ.] — бытовая электроника и электротехника (в том числе мониторы, материнские платы, игрушки).
  - Хумэнь[англ.] — женская готовая одежда.
  - Чанпин[англ.] — пластиковые изделия.
  - Чжанмутоу[англ.] — пластиковые изделия.
  - Хуанцзян[англ.] — пластиковые изделия.
  - Чанъань[англ.] — формы для производственных линий и машин.
  - Шипай[англ.] — игрушки и сувениры.
- Фошань — мебель, готовая одежда, бытовая электротехника, керамическая и металлическая сантехника.
  - Шуньдэ — мебель, бытовая электротехника (в том числе отопительные приборы и вентиляторы), ювелирные изделия.
  - Чаньчэн — готовая одежда, детские коляски, посуда и керамическая плитка.
  - Наньхай — текстиль и готовая одежда.
- Чжаньцзян — нефтехимическая, химическая и бумажная продукция, бытовые электроприборы, автомобили, грузовые суда, сахар и морепродукты.
- Маомин — химическая и нефтехимическая продукция, нефтехимическое оборудование, продукты питания и напитки.
- Хойчжоу — электроника (в том числе мобильные телефоны), нефтехимическая продукция, автомобильные комплектующие и гитары.
- Цзеян — сталь и металлические изделия (в том числе трубы, фитинги, арматура, столовые приборы и кухонная утварь), нефтехимическая продукция.
- Шаньтоу — игрушки и электроника.
  - Чэнхай — крупнейший в Китае центр по производству игрушек, конструкторов, головоломок, сувениров и подарков.
  - Чаонань — текстиль и одежда (в том числе трикотаж).
  - Чаоян — текстиль и одежда (в том числе нижнее бельё и трикотаж).
- Цзянмынь — грузовые суда, упаковочные материалы, сантехника, ванные принадлежности, электроника и бытовая техника.
- Чжуншань — осветительные приборы, светодиоды, бытовая техника, готовая одежда и обувь. 
  - Гучжэнь[англ.] — крупнейший в Китае центр производства ламп, светильников и светодиодов.
  - Сяолань[англ.] — электронная акустика, компьютерное оборудование, осветительные приборы, нижнее бельё и замки.
  - Дунфэн[англ.] — бытовые электроприборы.
  - Шаси[англ.] — готовая одежда (главным образом джинсовая) и деревянная мебель.
  - Дачун[англ.] — деревянная мебель.
- Чжаоцин — продукты питания и напитки, готовая одежда, текстиль, электромобили, аккумуляторы, шины и стройматериалы.
- Цинъюань — продукты питания и напитки, текстиль.
- Мэйчжоу — электроника (в том числе микросхемы), стройматериалы и химическая продукция.
- Шаогуань — чёрные и цветные металлы.
- Хэюань — продукты питания и напитки, текстиль.
- Шаньвэй — продукты питания и напитки, текстиль, энергетическое оборудование.
- Янцзян — продукты питания и напитки, ножи и ножницы, готовая одежда, текстиль.
- Чаочжоу — сантехника и керамическая продукция.
- Чжухай — бытовая электротехника и электроника (в том числе офисная техника и микросхемы), медицинское оборудование, фармацевтические и биотехнологические препараты, авиатехника, аккумуляторы и нефтехимическая продукция.
- Юньфу — строительные материалы (в том числе кварц, гранит, мрамор и пирит).
  - Юньчэн — крупнейший в Китае центр обработки камня.

### Зонирование
В Гуандуне расположено несколько крупных промышленных кластеров:
- Foshan National Hi-Tech Industrial Development Zone (Наньхай)
- Zhuhai National Hi-Tech Industrial Development Zone (Сянчжоу)
- Zhaoqing Hi-Tech Industrial Development Zone (Сыхуэй)
- Zhongkai Hi-Tech Industry Development Zone (Хойчэн)
- Zhongshan Torch Hi-Tech Industrial Development Zone (Чжуншань)
- Guangzhou Economic and Technological Development Zone (Хуанпу)
- Guangzhou Nansha Economic and Technological Development Zone (Наньша)
- Zhanjiang Economic and Technological Development Zone (Сяшань)
- Shenzhen Export Processing Zone (Пиншань)
- Guangzhou Export Processing Zone (Хуанпу)
- Shenzhen High-Tech Industrial Park (Наньшань[англ.])
- Pingshan High-Tech Zone (Пиншань)
- Guangzhou Development District (Хуанпу)
- Futian Free Trade Zone (Футянь[англ.])
- Shatoujiao Free Trade Zone (Яньтянь)
- Guangzhou Free Trade Zone (Хуанпу)
- Shantou Free Trade Zone (Лунху)
- Zhuhai Free Trade Zone (Сянчжоу)
- Guangzhou Knowledge City (Хуанпу)
- Guangzhou Science City (Хуанпу)
- Guangzhou International Biotech Island (Хуанпу)

## Электронная и электротехническая промышленность
Гуандун является крупнейшим в Китае производителем компьютерного и телекоммуникационного оборудования, беспилотных летательных аппаратов и систем накопления энергии, а также крупным производителем микросхем, оптоэлектроники, бытовой электроники и электротехники, промышленной электротехники (в том числе электросилового оборудования и кабелей), автомобильной электроники.
- Huawei Technologies (Шэньчжэнь) — телекоммуникационное и компьютерное оборудование (в том числе серверы, роутеры, модемы, коммутаторы), смартфоны, планшеты, ноутбуки, умные часы и очки, мониторы, наушники, умные колонки, автомобильные лидары и микросхемы[27].
  - Huawei Device (Дунгуань) — ноутбуки, планшеты, смартфоны и умные часы[28].
  - Huawei Machine (Дунгуань) — электроприводы, солнечные инверторы, модульные дата-центры и системы накопления энергии.
  - HiSilicon Technologies (Шэньчжэнь) — чипсеты для смартфонов, умных часов, дисплеев и бытовой техники[29].
- Foxconn Industrial Internet (Шэньчжэнь) — телекоммуникационное и компьютерное оборудование (в том числе серверы, модемы, роутеры, терминалы мобильной связи), системы умного дома, промышленные роботы, медицинское оборудование и оптоэлектроника[17].
- Midea Group (Фошань) — кондиционеры, электрообогреватели, вентиляторы, кухонные вытяжки, увлажнители воздуха, электрические и газовые водонагреватели, холодильники, морозильные камеры, стиральные и посудомоечные машины, газовые и электроплиты, микроволновые печи, тостеры, блендеры, соковыжималки, электрочайники, промышленные роботы, кулеры и системы очистки воды[18].
  - Midea Air Conditioning Equipment (Фошань) — кондиционеры[30].
  - Midea Heating & Ventilating Equipment (Фошань) — кондиционеры, водонагреватели и вентиляторы[31].
  - Midea Kitchen Appliances Manufacturing (Фошань) — кухонная техника.
- China Electronics Corporation (Шэньчжэнь) — микросхемы, компьютеры, серверы, мониторы, телевизоры, маршрутизаторы, коммутаторы, мобильные телефоны, тюнеры, принтеры, блоки питания, оптико-волоконные кабели, лазерное оборудование, системы видеонаблюдения, гражданская и военная авионика, радары, солнечные панели, трансформаторы, генераторы, системы дорожного освещения, измерительные приборы, медицинское оборудование, автомобильная и железнодорожная электроника, смарт-карты и игровые консоли.
  - SED Industry (Шэньчжэнь) — телекоммуникационное оборудование, системы освещения и умного города, железнодорожное оборудование[32][33].
  - Kaifa Technology[англ.] (Шэньчжэнь) — контрольно-измерительные и медицинские приборы, компьютерное оборудование, электронные компоненты, в том числе модули памяти, магнитные головки жёстких дисков, микросхемы для автомобилей и бытовой электроники[34].
  - Greatwall Technology (Шэньчжэнь) — компьютеры, серверы, мониторы, принтеры, блоки питания и телекоммуникационное оборудование[35][36].
  - O-Net Technologies (Шэньчжэнь) — телекоммуникационное оборудование, в том числе оптические модули и компоненты[37].
- Luxshare Precision Industry (Дунгуань) — смартфоны, умные часы, беспроводные наушники, гарнитуры смешанной и виртуальной реальности, электрические разъёмы и волоконно-оптические соединители для медицинского оборудования и автомобильной электроники[19].
- Gree Electric Appliances (Чжухай) — кондиционеры, вентиляторы, очистители и увлажнители воздуха, водонагреватели, холодильники, стиральные и посудомоечные машины, паровые духовки, мультиварки, очистители воды, ирригаторы, промышленные двигатели и компрессоры[20].
- TCL Technology (Хойчжоу) — жидкокристаллические и светодиодные дисплеи, аудиоколонки, солнечные панели и полупроводниковые пластины[21].
  - TCL CSOT (Шэньчжэнь) — дисплеи для телевизоров, смартфонов, умных часов, планшетов, ноутбуков и автомобилей, видеостены и интерактивные доски[38].
  - TCL Smart Home Appliances (Чжуншань) — холодильники, морозильники и стиральные машины[39].
  - TCL DeLonghi (Чжуншань) — кондиционеры и мобильные сплит-системы[40].
- BYD Electronic International (Шэньчжэнь) — смартфоны, планшеты, ноутбуки, системы умного дома, домашние системы накопления энергии, игровые приставки и аксессуары, серверы, принтеры, дроны, автомобильная электроника, роботы и медицинские приборы[15]. 
  - Huizhou BYD Electronic (Хойчжоу) — смартфоны и электронные комплектующие.
  - BYD Precision Manufacture (Шэньчжэнь) — комплектующие к мобильным телефонам и ноутбукам.
- ZTE Corporation (Шэньчжэнь) — телекоммуникационное и компьютерное оборудование (в том числе роутеры, модемы, сетевые шлюзы, тюнеры, серверы и блоки памяти), смартфоны, умные часы, планшеты, аудиоколонки и умные колонки, системы умного дома[23].

- Liye Group (Шэньчжэнь) — компьютеры, телекоммуникационное оборудование, электронные компоненты (в том числе для микросхем), трансформаторы, солнечные панели, аккумуляторы для игрушек, электроинструментов, ноутбуков и другой бытовой электроники[41][42].
- Honor Device (Шэньчжэнь) — смартфоны, планшеты, умные часы, фитнес-трекеры, беспроводные наушники, ноутбуки, роутеры и электронные ручки[43].
- Hisense Home Appliances Group (Фошань) — холодильники, морозильные камеры, кондиционеры, стиральные и сушильные машины, посудомоечные машины, электродуховки, микроволновые печи, пылесосы, системы умного дома и системы микроклимата для автомобилей[44][45].
- Skyworth Group[англ.] (Шэньчжэнь) — телевизоры, тюнеры, кондиционеры, холодильники, осветительные приборы, системы безопасности и умного дома (в том числе видеокамеры и электронные замки), автомобильная электроника, солнечные панели и микросхемы[46].
  - Skyworth Digital (Шэньчжэнь) — телевизоры, тюнеры, модемы, видеокамеры, умные колонки и автомобильная электроника[47].
  - Skyworth-RGB Electronic (Шэньчжэнь) — телевизоры, проекторы, сетевое и телекоммуникационное оборудование[48].
- Transsion Holdings (Шэньчжэнь) — смартфоны, умные часы, беспроводные наушники, динамики, пауэрбанки, роботы-пылесосы и электробритвы[49].
- Wentai Technology (Шэньчжэнь) — электронные компоненты и устройства, в том числе драйверы, датчики, осветительные приборы, адаптеры и блоки питания.

- Leadshine Technology (Шэньчжэнь) — электроприводные устройства управления движением, в том числе контроллеры и модули движения, сервоприводы и серводвигатели, шаговые приводы и двигатели, источники питания, редукторы, кабельная продукция и разъёмы[50].
- EVE Energy (Хойчжоу) — аккумуляторы для бытовой электроники, систем учёта данных (счётчиков воды, газа и электроэнергии), систем безопасности и видеонаблюдения, а также системы накопления энергии для телекоммуникационного и энергетического секторов[51].
- Sunwoda Electronic (Шэньчжэнь) — аккумуляторы для смартфонов, умных часов, планшетов, ноутбуков, цифровых камер, пылесосов, дронов, медицинских и осветительных приборов, а также зарядные устройства, системы накопления энергии и системы умного дома[52].
- Desay Corporation (Хойчжоу) — светодиодные дисплеи и системы освещения, в том числе дисплеи для телевизоров и рекламных экранов[53].
- HKC Corporation (Шэньчжэнь) — дисплеи для телевизоров, мониторов, ноутбуков, планшетов, смартфонов, медицинских приборов и автомобилей[54].
- Mindray Bio-Medical Electronics (Шэньчжэнь) — медицинское оборудование, в том числе мониторы, аппараты для электрокардиографии и пульсоксиметрии, ультразвуковые и телеметрические системы, гематологические и биохимические анализаторы[55].
- Lingyi iTech (Цзянмынь) — электронные и акустические компоненты для бытовой и офисной техники, в том числе модули охлаждения и подсветки, радиочастотные модули, микромоторы, зарядные устройства, детали аккумуляторов, инверторы и наружные источники питания[56].
  - Lingyi Technology (Шэньчжэнь) — электронные компоненты, в том числе изоляционные, оптические и полимерные материалы[57].
- Tianma Microelectronics (Шэньчжэнь) — жидкокристаллические дисплеи и модули, электронные комплектующие, в том числе микросхемы[58].
- Avary Holding (Шэньчжэнь) — электронные комплектующие, в том числе микросхемы для смартфонов, серверов, бытовой техники и автомобилей[59].

- DJI Technology (Шэньчжэнь) — беспилотные летательные аппараты для фото и видеосъёмки, сельского хозяйства, охраны окружающей среды и поисково-спасательных работ, роботы-пылесосы для домашней уборки, а также микроконтроллеры и сенсорные датчики для воздушных и наземных дронов, видеокамеры, микрофоны и оборудование для стабилизации видеосъёмки[60][61].
- TP-Link Technologies (Шэньчжэнь) — телекоммуникационное и компьютерное оборудование (в том числе роутеры, модемы, коммутаторы, серверы, сетевые адаптеры, контроллеры и шлюзы), цифровые видеокамеры, смартфоны, пауэрбанки и системы умного дома[62].
- AAC Technologies (Шэньчжэнь) — акустические, оптические и электронные компоненты, в том числе динамики, микрофоны, антенны, сенсоры, пластиковые линзы, оптические модули и электромеханические системы (включая микромоторы и электромагнитные приводы)[63].
- Guangzhou Digital Technology Group (Гуанчжоу) — умные финансовые системы и навигационное оборудование, в том числе уличные банкоматы[64].
  - GRG Banking Equipment[англ.] (Гуанчжоу) — банкоматы, платёжные терминалы, аппараты автоматического сбора платы за проезд[65].
- Shiyuan Electronic (Гуанчжоу) — микросхемы для дисплеев, бытовой техники и силовой электроники, а также интерактивные планшеты[66].
- Shennan Circuits (Шэньчжэнь) — микросхемы и разъёмы для промышленного сектора, в том числе для аэрокосмической и медицинской отрасли[67].
- Konka Group (Шэньчжэнь) — бытовая электроника, в том числе телевизоры, холодильники, морозильные камеры, стиральные и посудомоечные машины, кондиционеры, кофе-машины, умные колонки, умные часы, смартфоны и ноутбуки, а также коммерческие дисплеи[68].
- MLS (Чжуншань) — светодиодная продукция, в том числе наружные и внутренние осветительные приборы, детали дисплеев и светофоров[69].
- Shenzhen MTC (Шэньчжэнь) — бытовая электроника, в том числе телевизоры, цифровые приставки, лазерные проигрыватели и аудиоколонки[70].
- OFILM Group (Шэньчжэнь) — оптические и оптоэлектронные компоненты, включая сенсорные дисплеи, модули камер для смартфонов и автомобильная электроника[71].
- Shengyi Technology (Дунгуань) — электронные компоненты, в том числе микросхемы для смартфонов, компьютеров и автомобильной электроники[72].
- Xinbao Electrical Appliances (Фошань) — мелкая бытовая техника, в том числе электрочайники, кофемашины, хлебопечки, тостеры, электрические духовки, кухонные комбайны, миксеры, блендеры, соковыжималки, пылесосы, утюги, очистители воздуха и воды, увлажнители воздуха, электрические зубные щетки[73].
  - Donlim Kitchen Group (Фошань) — электрочайники, кофемашины, скороварки и тостеры[74].
- Everwin Precision Technology (Шэньчжэнь) — электронные компоненты для смартфонов, фотоаппаратов, видеокамер, ноутбуков, электронных книг, дисплеев, сетевых карт, автомобилей и аккумуляторов, а также промышленные роботы, системы автоматизации и контроля[75].
- KTC Technology (Шэньчжэнь) — жидкокристаллические телевизоры и мониторы, в том числе медицинские терминалы и умные зеркала[76].
- Ninestar Corporation (Чжухай) — принтеры, микросхемы и расходные материалы для печати[77].
- Infore Environment Technology (Фошань) — электропроводка и вентиляторы[78].
- CosMX Battery (Чжухай) — аккумуляторы для ноутбуков, планшетов, смартфонов, умных часов, дронов и электромотоциклов[79].
- HEC Group (Шэньчжэнь)[80].
  - HEC Technology Holding (Дунгуань) — электронные компоненты, в том числе конденсаторы[81].
- Kinwong Electronic (Шэньчжэнь) — микросхемы для смартфонов, компьютеров, серверов, медицинского оборудования и автомобилей[82].
- Foshan Electrical and Lighting (Фошань) — осветительные приборы и светодиоды, в том числе автомобильные лампы[83].
- Gongjin Electronics (Шэньчжэнь) — телекоммуникационное оборудование, в том числе роутеры, коммутаторы, модемы и базовые станции[84].
- TXD Technology (Шэньчжэнь) — дисплейные модули для смартфонов, планшетов, цифровых камер и медицинских приборов[85].
- Victory Giant Technology (Хойчжоу) — микросхемы для компьютеров, серверов, бытовой электроники, телекоммуникационного и медицинского оборудования, автомобилей[86].
- Fibocom Wireless (Шэньчжэнь) — телекоммуникационное оборудование, в том числе модули связи[87].
- Sangfor Technologies (Шэньчжэнь) — оборудование для секторов кибербезопасности, облачных вычислений и сетевых подключений, комплектующие к базовым станциям связи[88].
- Sunway Communication (Шэньчжэнь) — телекоммуникационное оборудование, в том числе антенны, разъёмы и беспроводные зарядные устройства для смартфонов[89].
- H&T Intelligent Control (Шэньчжэнь) — контроллеры для бытовой техники, электроинструментов, медицинского оборудования и автомобилей[90].
- Unilumin Group (Шэньчжэнь) — светодиодные дисплеи, лампы и светильники[91].
- Oppo Mobile Telecommunications (Дунгуань) — смартфоны, планшеты, умные часы, беспроводные наушники и зарядные устройства, роутеры и пауэрбанки[92].
- Vivo Mobile Communication (Дунгуань) — смартфоны, умные часы, беспроводные наушники и зарядные устройства.
- Tinno Mobile Technology (Шэньчжэнь) — смартфоны, умные часы, мобильные платежные устройства[93].
- Galanz[англ.] (Фошань) — микроволновые печи, электрические духовки, тостеры, кондиционеры, стиральные машины, холодильники и водонагреватели[94].
  - Galanz Microwave Oven and Electrical Appliances Manufacturing (Фошань)
- Great Power Energy and Technology (Гуанчжоу) — аккумуляторы для накопителей энергии, бытовой электроники, систем безопасности и умного дома[95].
- Megmeet Electrical (Шэньчжэнь) — блоки питания для телевизоров, медицинского и телекоммуникационного оборудования, инверторы для бытовых приборов, приводы двигателей[96].
- Vatti Corporation[англ.] (Чжуншань) — кухонные вытяжки, вентиляторы, кондиционеры, электрические пароварки и духовки, микроволновые печи, газовые и электрические плиты, посудомоечные машины, кухонные раковины, водонагреватели, очистители воздуха и воды[97].
- Deren Electronic (Шэньчжэнь) — разъёмы и проводка для бытовой техники, компьютеров, смартфонов и автомобилей, а также различные датчики[98].
- Hytera Communications[англ.] (Шэньчжэнь) — телекоммуникационное оборудование, в том числе рации и радиостанции[99].
- Meizu (Чжухай) — смартфоны, умные очки и кольца, умные колонки, беспроводные наушники и зарядные устройства.
- All Winner Technology (Чжухай) — микросхемы[100].
- Hasee Computer[англ.] (Шэньчжэнь) — ноутбуки, компьютеры и мониторы[101].
- Homa Appliances (Чжуншань) — холодильники.
- Flextronics Enclosure (Чжухай) — электронные компоненты, в том числе корпуса для компьютеров и игровых приставок[102].
- Lite-On Electronics (Гуанчжоу) — камеры для смартфонов, сканеры, принтеры и микросхемы[103].
- Goertek Intelligence Technology (Дунгуань) — беспроводные наушники.

## Автомобильная промышленность
По состоянию на 2023 год в Гуандуне производилось более четверти всех электрических и гибридных автомобилей Китая. Также в провинции выпускают бензиновые и дизельные автомобили (включая фургоны и грузовики), электрические и гибридные автобусы, запчасти. 
Основными производителями являются:
- BYD Auto Industry (Шэньчжэнь)[104]
- GAC Group (Гуанчжоу)
  - GAC Motor[англ.] (Гуанчжоу)[105]
  - GAC Toyota (Гуанчжоу)
  - GAC Honda (Гуанчжоу)
  - GAC Aion (Гуанчжоу)
  - GAC Bus (Гуанчжоу)
- XPeng (Гуанчжоу и Чжаоцин)[106]
- FAW Volkswagen (Фошань)[107]
- Dongfeng Nissan (Гуанчжоу)[108]
- Foday Automobile (Фошань)[109]

### Автомобильные комплектующие
- BYD Lithium Batteries (Шэньчжэнь) — автомобильные аккумуляторы.
  - Huizhou BYD Battery (Хойчжоу) — автомобильные аккумуляторы[110].
  - Shanwei BYD Industrial (Шаньвэй) — автомобильные аккумуляторы и электроприводные системы.
- EVE Energy (Хойчжоу) — автомобильные аккумуляторы[51].
- Sunwoda Electronic (Шэньчжэнь) — автомобильные аккумуляторы[52].
- Desay Group (Хойчжоу) — автомобильные аккумуляторы и другие комплектующие.
  - Desay SV Automotive (Хойчжоу) — автомобильная электроника[111].
  - Shenzhen Desay Battery (Шэньчжэнь) — автомобильные аккумуляторы[112].
  - Huizhou Desay Battery (Хойчжоу) — автомобильные аккумуляторы.
- CATL (Чжаоцин и Фошань) — автомобильные аккумуляторы.
- China International Marine Containers (Шэньчжэнь) — автомобильные прицепы и полуприцепы, кузова грузовых автомобилей и пассажирских автобусов.
  - CIMC Vehicles Group (Шэньчжэнь) — прицепы и комплектующие, в том числе кузова, шасси, цистерны и рефрижераторы[113].
- CosMX Battery (Чжухай) — автомобильные аккумуляторы[79].
- Broad-Ocean Motor (Чжуншань) — двигатели, контроллеры, стартеры и генераторы для электромобилей[114].
- Kedali Industry (Шэньчжэнь) — автомобильные комплектующие, в том числе сиденья, замки и детали аккумуляторов[115].
- Chang Yuan Technology Group (Шэньчжэнь) — автомобильные комплектующие[116].
- Hongtu Technology (Чжаоцин) — автомобильные комплектующие[117].
- Foryou Corporation (Хойчжоу) — автомобильная электроника и металлические запчасти[118].
- Lucky Harvest (Дунгуань) — металлические штампованные детали[119].

## Химическая промышленность
Гуандун специализируется на производстве пластмасс и синтетических смол, резинотехнических и пластиковых изделий, химических волокон и плёнок, композитных материалов, химических материалов для изготовления литиевых аккумуляторов, химических удобрений, холодильных агентов, моющих и чистящих средств, клеев, герметиков, красок и лаков. Крупнейшими химическими компаниями провинции являются:
- Kingfa Sci and Tech (Гуанчжоу)[120]
- China Baoan Group (Шэньчжэнь)[121]
- Liby Enterprise (Гуанчжоу)[122]
- Liye Group (Шэньчжэнь)[42].
- Shenzhen Dynanonic (Шэньчжэнь)[123]
- Tinci Materials[англ.] (Гуанчжоу)[124]
- HEC Group (Шэньчжэнь)[80]
  - HEC Technology Holding (Дунгуань)[81]
- Procter & Gamble (Гуанчжоу)[125]
- Tloong Technology Group (Чжаоцин)[126]
- Capchem Technology (Шэньчжэнь)[127]
- Xilong Scientific (Гуанчжоу)[128]
- Dowstone Technology (Фошань)[129]
- CR Chemical Materials Technology (Чжухай)
  - China Resources Chemical Innovative Materials (Чжухай)[130]
- Yussen Energy Technology (Хойчжоу)[131]
  - Yussen Chemical (Хойчжоу)
- Chengxin Lithium (Шэньчжэнь)[132]

### Нефтеперерабатывающая и нефтехимическая промышленность
В Гуандуне расположено пять больших нефтеперерабатывающих и нефтехимических центров:
- Чжаньцзян — заводы Sinopec Zhongke Refinery and Petrochemical / Kuwait Petroleum Corporation[133], Sinopec Zhanjiang Dongxing Petrochemical[134][135], BASF[136][137] и Dow Chemical[138].
- Хойчжоу — заводы ExxonMobil[139], CNOOC / Shell Petrochemicals[140][141][142], Hengli Petrochemical[143] и Mitsubishi Chemical Holdings[144].
- Гуанчжоу — заводы Sinopec Guangzhou Petrochemical[145][146], LyondellBasell[147] и SABIC Innovative Plastics.
- Цзеян — завод PetroChina Guangdong Petrochemical[148][149].
- Маомин — заводы Sinopec Maoming Petrochemical[150] и Maoming Petro-Chemical Shihua[151].

### Фармацевтическая и биотехнологическая промышленность
Компании Гуандуна производят как химико-фармацевтические препараты (готовые лекарства и активные ингредиенты), так и препараты традиционной китайской медицины, а также оздоровительные напитки, вакцины и ветеринарные препараты. Крупнейшими центрами фармацевтической и биотехнологической промышленности являются Гуанчжоу и Шэньчжэнь. 
Крупнейшими компаниями провинции являются:
- Guangzhou Pharmaceutical Holdings (Гуанчжоу)[152][153]
  - Baiyunshan Pharmaceutical (Гуанчжоу)[154]
- Neptunus Bioengineering (Шэньчжэнь)[155]
- China Resources Pharmaceutical Group
  - China Resources Sanjiu Medical & Pharmaceutical (Шэньчжэнь)[156]
- Joincare Pharmaceutical (Шэньчжэнь)[157]
- HEC Group (Шэньчжэнь)[158]
  - HEC Pharm (Дунгуань)[159]
  - HEC Changjiang Pharmaceutical (Дунгуань)[160]
  - Sunshine Lake Pharma (Дунгуань)
  - HEC Health (Дунгуань)
- Livzon Pharmaceutical (Чжухай)[161]
- China Baoan Group (Шэньчжэнь)[121][162]
- Liye Group (Шэньчжэнь)[163]
- Byhealth (Гуанчжоу)[164]
- Kangmei Pharmaceutical (Шэньчжэнь)[165]

## Производство промышленного и транспортного оборудования
Гуандун является одним из крупнейших производителей оборудования для различных отраслей промышленности и транспорта, в том числе для морских, автомобильных и железнодорожных грузоперевозок, портов и аэропортов, строительной, горнодобывающей, нефтегазовой, логистической, пищевой и упаковочной отрасли, ветряной и солнечной энергетики, а также станков и промышленных роботов.
- China International Marine Containers (Шэньчжэнь) — морские контейнеры (стандартные и рефрижераторные), цистерны для сжиженного газа и химикатов, портовое и авиационное оборудование (включая авиационные трапы), строительная и погрузочная техника, пожарные и спасательные машины, морские нефтегазовые платформы, пищевое оборудование, оборудование для автостоянок и складов[22].
  - CIMC Container Group (Дунгуань) — морские контейнеры.
- Guangzhou Industrial Investment Holding (Гуанчжоу) — строительная и погрузочная техника, подъёмное и логистическое оборудование[166].
  - Guangri Elevator Industry (Гуанчжоу) — пассажирские и грузовые лифты, эскалаторы и траволаторы[167][168].
- Mingyang New Energy Investment Holding (Чжуншань) — энергетическое оборудование.
  - Mingyang Smart Energy (Чжуншань) — наземные и оффшорные ветрогенераторы[169].
  - Mingyang Electric (Чжуншань) — трансформаторы, подстанции и распределительное оборудование[170].
- Inovance Technology[англ.] (Шэньчжэнь) — системы промышленной автоматизации, железнодорожные системы управления и промышленные роботы[171].
- Han’s Laser[англ.] (Шэньчжэнь) — лазерное оборудование для резки, сварки и маркировки, а также оптическое волокно, гальванометры и серводвигатели[172].
- Zhongyeda Electric (Шаньтоу) — энергетическое и электротехническое оборудование, в том числе системы автоматизации, освещения и контроля температуры[173].
- Broad-Ocean Motor (Чжуншань) — электромоторы и другие комплектующие для кондиционеров, стиральных машин и сушилок[114].
- Yinghe Technology (Шэньчжэнь) — оборудование для производства аккумуляторов[174].
- SC New Energy Technology (Шэньчжэнь) — оборудование для производства солнечных панелей[175].
- UBtech Robotics[англ.] (Шэньчжэнь) — промышленные и сервисные роботы.
- BYD Forklift (Шаогуань) — вилочные погрузчики.
- BYD Energy Storage (Шэньчжэнь) — системы хранения энергии для предприятий, домов и электростанций.
- Hitachi Elevator China (Гуанчжоу) — лифты и эскалаторы[176].
- Panasonic Motor (Чжухай) — электромоторы и контроллеры для бытовой техники[177].
- Haojue Group (Цзянмынь) — мотоциклы и скутеры.
- Dayun Motorcycle (Гуанчжоу) — мотоциклы, скутеры и трициклы.
- Wuyang-Honda Motors (Гуанчжоу) — мотоциклы и скутеры[178].

### Судостроительная промышленность
Крупнейшими судостроительными и судоремонтными центрами провинции Гуандун являются Гуанчжоу, Дунгуань, Шэньчжэнь, Чжухай и Цзянмынь.
- CSSC Offshore & Marine Engineering Group (Гуанчжоу) — военные суда, контейнеровозы, нефтяные танкеры, пассажирские паромы, морские платформы для бурения и ветрогенераторов[179].
  - Guangzhou Shipyard International (Гуанчжоу) — балкеры, нефтяные танкеры, контейнеровозы, ролкеры, грузопассажирские паромы[180].
- Guangzhou Wenchong Shipyard (Гуанчжоу) — контейнеровозы, суда для проведения дноуглубительных работ и различное портовое оборудование[181].
- Guangzhou Huangpu Shipyard (Гуанчжоу) — военные корабли, инженерные суда, сухогрузы и морские контейнеры.
- Afai Southern Shipyard (Гуанчжоу) — скоростные паромы, пассажирские и спасательные суда, баржи и лихтеры[182].
- Guangdong Yuexin Ocean Engineering (Гуанчжоу) — суда для обслуживания морских платформ, буксиры и пожарные суда[183].
- COSCO Shipping Heavy Industry Guangzhou (Дунгуань) — контейнеровозы, сухогрузы, суда для обслуживания морских платформ и пассажирские суда.
- CMHI Shenzhen (Шэньчжэнь) — морские буровые и ветроэнергетические платформы, суда-трубоукладчики, суда для обслуживания морских платформ, буксиры, баржи, суда для проведения дноуглубительных работ, сейсморазведочные суда, газовые танкеры и портовые краны.
- China International Marine Containers (Шэньчжэнь) — суда-трубоукладчики, плавучие краны, буксиры и суда для обслуживания морских платформ.
- PaxOcean Engineering Zhuhai (Чжухай) — суда для обслуживания морских платформ, в том числе килекторы и буксиры[184].
- China Offshore Oil Engineering (Чжухай) — нефтегазовые платформы.
- Jiangmen Nanyang Ship Engineering (Цзянмынь) — балкеры, лесовозы и нефтяные танкеры[185].

### Авиаракетная промышленность
- China Aviation Industry General Aircraft (Чжухай) — бизнес-джеты, тренировочные и спортивные самолёты, гидросамолёты, экранопланы, дирижабли и аэростаты.
- AVIC Sci-Tech Innovation (Шэньчжэнь) — беспилотные летательные аппараты, авиационные комплектующие и авионика, в том числе системы спутниковой связи[186].
- EHang Holdings (Гуанчжоу) — дроны для перевозки пассажиров и грузов, а также для мониторинга и чрезвычайных ситуаций[187].

## Пищевая промышленность
Гуандун является крупным производителем мяса птицы, свинины, морепродуктов, яиц, молочных и соевых продуктов, прохладительных и алкогольных напитков, соусов и приправ, растительных масел, расфасованного риса, лапши, маринованных овощей, комбикормов и пищевых добавок.
- HAID Group (Гуанчжоу) — комбикорма для скота, птицы, рыбы, креветок и домашних животных; свинина, курятина, яйца и морепродукты[24].
- Wens Foodstuff Group (Юньфу) — свинина, говядина, курятина, утятина, голубятина, яйца, молочные напитки, комбикорма и добавки[188].
- Haitian Flavouring and Food (Фошань) — соусы и приправы, а также тофу, соевая паста, уксус, кунжутное масло, маринованные овощи и напитки[189].
- Eastroc Beverage Group (Шэньчжэнь) — энергетические и прохладительные напитки, питьевая вода[190].
- Chongqing Brewery (Гуанчжоу) — пиво и слабоалкогольные напитки[191].
- Kingkey Smart Agriculture Times (Шэньчжэнь) — комбикорма и мясо[192].
- Yuehai Feeds Group (Чжаньцзян) — комбикорма и добавки для рыб, креветок и крабов[193].
- Shenzhen Cereals Holdings (Шэньчжэнь) — мука, упакованный рис, растительное масло и комбикорма[194].
- Zhujiang Brewery[англ.] (Гуанчжоу) — пиво и слабоалкогольные напитки[195].
- Yihai Kerry Oils, Grains & Foodstuffs Industries (Дунгуань) — мука и растительное масло[196].

### Агробизнес
- Guangdong Agribusiness Group (Гуанчжоу) — сахарный тростник, фрукты, сизаль, пенька, каучук, канифоль и скипидар.
  - Guangken Rubber Group (Гуанчжоу) — натуральный каучук[197].

## Металлургия и металлообработка
Гуандун не является крупным производителем стали, чугуна и цветных металлов, импортируя основной объём продукции из других провинций. Однако в Гуандуне работает много металлообрабатывающих компаний, которые производят полуфабрикаты, заготовки и готовые изделия для электронной, автомобильной, судостроительной, железнодорожной, строительной, пищевой и других отраслей промышленности.  
- Guangzhou Industrial Investment Holding (Гуанчжоу)[166]
  - Guangzhou Iron & Steel (Гуанчжоу) — стальной прокат.
- China Baowu Steel Group
  - Shaoguan Iron and Steel[англ.] (Шаогуань) — стальной прокат.
- Zhongjin Lingnan Nonfemet (Шэньчжэнь) — свинец, цинк, никель, медь и алюминиевые профили[198].
- Hongwang Holding (Фошань) — нержавеющая сталь и прокат.
- HEC Group (Шэньчжэнь)[80]
  - HEC Technology Holding (Дунгуань) — алюминиевая фольга и магнитные материалы[81]
- China Fangda Group (Шэньчжэнь) — металлоконструкции, в том числе алюминиевые пластины и фасады[199].
- Angang Lianzhong Stainless Steel (Гуанчжоу) — нержавеющая сталь и прокат[200].

Компания GEM (Шэньчжэнь) является крупнейшим в провинции предприятием по сбору и переработке металлических отходов (включая списанную бытовую электронику, микросхемы, автомобили и аккумуляторы), в том числе является лидером в области повторного использования кобальта, никеля, вольфрама, лития, меди, пластика и резины.

## Производство стройматериалов
Гуандун является крупным производителем цемента, бетона, железобетонных изделий, кирпичей, гипса, асфальта, архитектурного стекла, готовых окон и дверей, пластиковых и металлических труб и фитингов, керамической сантехники, кранов и смесителей, кровельных и напольных материалов, гипсокартона, стеновых панелей, лакокрасочных материалов, клея и обоев.
- China Lesso Group (Фошань) — пластиковые трубы, сантехника, двери и окна, клапаны и герметики[202].
- CSG Holding (Шэньчжэнь) — стекло для окон, витрин и дверей[203].
- Zhuzhou Kibing Group (Шэньчжэнь) — стекло для окон, витрин и дверей[204].
- Keshun Waterproof Technologies (Фошань) — водонепроницаемые покрытия, в том числе гидроизоляционные мембраны[205].
- Dongpeng Holdings (Фошань) — керамическая плитка, унитазы и раковины[206].
- Arrow Home Group (Фошань) — керамическая плитка, душевые кабины, ванны, унитазы, раковины, краны и смесители[207].
- Sanhe Pile (Чжуншань) — бетонные сваи, стеновые материалы и минеральные добавки[208][209].
- Monalisa Group (Фошань) — керамическая плитка[210].

## Деревообрабатывающая и бумажная промышленность
Гуандун является крупным производителем пиломатериалов, целлюлозы, картонной и бумажной упаковки, туалетной, офсетной и копировальной бумаги, салфеток, кухонной и мягкой мебели, музыкальных инструментов, фанеры, шпона, досок, паркета и деревянных ящиков.
- Nine Dragons Paper (Дунгуань) — гофрокартон и картонные коробки, офсетная и копировальная бумага, изоляционная бумага, бумага для гипсокартона и целлюлоза[211].
- YUTO Packaging Technology (Шэньчжэнь) — картонные и подарочные коробки, инструкции и наклейки к бытовой электронике[212].
- C&S Paper (Чжуншань) — туалетная бумага и салфетки[213].
- Guanhao High-Tech (Чжаньцзян) — бумага для наклеек, этикеток и бирок, мелованный картон[214].
- Chenming Pulp & Paper (Чжаньцзян) — копировальная и изоляционная бумага, целлюлоза[215].

### Мебельная промышленность
- Oppein Home Group (Гуанчжоу)[216]
- Suofeiya Home Collection (Гуанчжоу)[217]
- Kinlong Hardware Products (Дунгуань)[218]

## Текстильная и швейная промышленность
Гуандун является крупным производителем химических и натуральных нитей, хлопчатобумажных и синтетических тканей, готовой одежды, обуви, спортивных товаров и аксессуаров, включая штаны, рубашки, футболки, майки, платья, куртки, пальто, плащи, кроссовки, туфли, бейсболки, кепки, перчатки, ремни, галстуки и сумки. Также развито производство медицинских товаров, в том числе перевязочных материалов, защитных масок, халатов и костюмов, медицинской униформы. Крупными компаниями отрасли являются:
- Huali Industrial Group (Чжуншань)[219]
- Yue Yuen Industrial (Дунгуань)
- Winner Medical (Шэньчжэнь)[220]
  - PurCotton (Шэньчжэнь)
- Guangdong Silk-Tex Group (Гуанчжоу)[221]
- Jinlong Chemical Fiber (Фошань)[222]